# NGC 1630/2
NGC 1630/2 је спирална галаксија у сазвежђу Еридан која се налази на NGC листи објеката дубоког неба.
Деклинација објекта је - 18° 54' 22" а ректасцензија 4h 37m 14,2s. Привидна величина (магнитуда) објекта NGC 1630 износи 16,7 а фотографска магнитуда 17,5.